# Klasa kombinatoryczna
Klasą kombinatoryczną nazywamy parę A = (A,|.|) taką, że A jest zbiorem niepustym zaś {\displaystyle |\cdot |:A\rightarrow \mathbf {N} } jest funkcją ze zbioru A w zbiór liczb naturalnych taka, że dla każdej liczby naturalnej n zbiór {a ∈ A: |a| = n} jest skończony.
Liczbę |a| interpretujemy jako wagę lub rozmiar elementu a. Zbiór A nazywamy uniwersum klasy A. Klasy kombinatoryczne są podstawowymi obiektami Kombinatoryki Analitycznej.
Dwie klasy (A,|.|) i (B,[.]) są izomorficzne, jeśli istnieje bijekcja f:A → B taka, że dla każdego a ∈ A mamy |a| = [f(a)].

## Podstawowe definicje
Niech A = (A,| . |) będzie klasą kombinatoryczną. Wprowadzamy oznaczenia:
1. An = {a ∈ A:|a|=n}
2. an = |An|
3. A(z) = {\displaystyle \sum _{k=0}^{\infty }a_{k}z^{k}}
4. [zn]A(z) = an

Szereg potęgowy A(z) nazywamy funkcją tworzącą klasy kombinatorycznej A.
Jeśli klasy A i B są izomorficzne, to A(z) = B(z).

## Podstawowe przykłady
1. Niech E = ({e},|.|), gdzie |e| = 0. Wtedy E(z) = 1.

2. Niech Z = ({a},|.|), gdzie |a| = 1. Wtedy Z(z) = z.

3. Niech N oznacza zbiór liczb naturalnych oraz niech N = (N,id), gdzie id oznacza identyczność na zbiorze liczb naturalnych. Wtedy
{\displaystyle N(z)=\sum _{k=0}^{\infty }z^{k}={\frac {1}{1-z}}.}
4. Niech X będzie zbiorem mocy n oraz niech P(X) będzie zbiorem potęgowym zbioru X. Rozważamy klasę P = (P(X),|.|), gdzie |A| oznacza moc zbioru A. Wtedy
{\displaystyle P(z)=\sum _{k=0}^{n}{\binom {n}{k}}z^{k}=(1+z)^{n}.}

## Podstawowe konstrukcje
Niech {\displaystyle {\mathcal {A}}=(A,|\cdot |_{A}),} {\displaystyle {\mathcal {B}}=(B,|\cdot |_{B})} będą klasami kombinatorycznymi.

### Suma klas
Jeśli {\displaystyle A\cap B=\emptyset } to ich sumę definiujemy jako klasę {\displaystyle {\mathcal {A}}+{\mathcal {B}}=(A\cup B,|\cdot |_{A}\cup |\cdot |_{B}).}
Twierdzenie: {\displaystyle ({\mathcal {A}}+{\mathcal {B}})(z)={\mathcal {A}}(z)+{\mathcal {B}}(z)}
Przykład: Rozważamy klasę A z uniwersum A = {ε, •, ♦, ♣, ♥} taką, że |ε| = 0, |•| = |♦|=1 i |♣| = |♥|=2.
Wtedy A(z) = {ε}(z) + {•}(z) + {♦}(z) + {♣}(z) + {♥}(z) =  1 + 2z + 2z².

### Produkt klas
Produktem klas {\displaystyle {\mathcal {A}}} i {\displaystyle {\mathcal {B}}} nazywamy klasę {\displaystyle {\mathcal {A}}\times {\mathcal {B}}=(A\times B,|\cdot |),} gdzie |(a,b)| = |a|A+|b|B.
Twierdzenie:
{\displaystyle ({\mathcal {A}}\times {\mathcal {B}})(z)={\mathcal {A}}(z)\cdot {\mathcal {B}}(z)}
gdzie {\displaystyle A(z)\cdot B(z)} oznacza iloczyn Cauchy’ego szeregów.

### Operacja ciągów klas
Załóżmy, że a0 = 0. Klasą ciągów skończonych elementów klasy A nazywamy klasę
{\displaystyle \mathrm {SEQ} ({\mathcal {A}})=E\cup A\cup (A\times A)\cup (A\times A\times A)\cup \ldots }
Twierdzenie:
{\displaystyle \mathrm {SEQ} ({\mathcal {A}})(z)={\frac {1}{1-{\mathcal {A}}(z)}}}

### Operacja podzbiorów skończonych klasy
Załóżmy, że a0 = 0. Klasą podzbiorów skończonych elementów klasy A nazywamy klasę {\displaystyle \mathrm {SET} ({\mathcal {A}})=(P_{fin}(A),|\cdot |),} gdzie {\displaystyle P_{fin}(A)} oznacza zbiór wszystkich skończonych podzbiorów zbioru A oraz {\displaystyle |\{a_{1},\dots ,a_{n}\}|=|a_{1}|_{A}+\ldots +|a_{n}|_{A}.}
Twierdzenie:
{\displaystyle \mathrm {SET} ({\mathcal {A}})(z)=\prod _{n=1}^{\infty }(1+z^{n})^{a_{n}}}

### Operacja multizbiorów
Załóżmy, że a0 = 0. Klasą podzbiorów skończonych elementów klasy A nazywamy klasę {\displaystyle \mathrm {MULT} ({\mathcal {A}})=(\mathrm {Mult} (A),|\cdot |),} gdzie {\displaystyle \mathrm {Mult} (A)} oznacza zbiór wszystkich multizbiorów elementów zbioru A oraz {\displaystyle |m|=\sum _{a\in A}m(a)|a|_{A}.}
Twierdzenie:
{\displaystyle \mathrm {MULT} ({\mathcal {A}})(z)=\prod _{n=1}^{\infty }{\frac {1}{(1-z^{n})^{a_{n}}}}}

## Typowe zastosowanie
Przykład 1. Niech {\displaystyle {\mathcal {A}}=(\{\bullet _{1},\dots ,\bullet _{k}\},|\cdot |)} gdzie {\displaystyle |\bullet _{1}|=\ldots =|\bullet _{k}|=1.} Niech {\displaystyle {\mathcal {B}}=\mathrm {MULT} ({\mathcal {A}}).} Wtedy {\displaystyle {\mathcal {B}}(z)={\frac {1}{(1-z)^{k}}},} więc
{\displaystyle {\begin{aligned}{\mathcal {B}}(z)&=(1-z)^{-k}\\&=\sum _{n\geq 0}{\binom {-k}{n}}(-1)^{n}z^{n}\\&=\sum _{n\geq 0}{\binom {n+k-1}{n}}z^{n}\\&=\sum _{n\geq 0}{\binom {n+k-1}{k-1}}z^{n}\end{aligned}}}
zatem {\displaystyle [z^{n}]{\mathcal {B}}(z)={\binom {n+k-1}{k-1}}.} Otrzymaliśmy wzór na liczbę multizbiorów rozmiaru n podzbioru k-elementowego.
Przykład 2. Niech T oznacza klasę drzew planarnych. Niech • oznacza wierzchołek drzewa. Wtedy T ≈ {•} × SEQ(T), więc T(z) = z/(1-T(z)), z czego wnioskujemy, że
{\displaystyle T(z)={\frac {1}{2}}\left(1-{\sqrt {1-4z}}\right).}
Po kilkunastu algebraicznych przekształceniach otrzymujemy {\displaystyle [z^{n}]T(z)={\frac {1}{n}}{\binom {2(n-1)}{n-1}},} więc [zn]T(z) = Cn-1, gdzie Cn oznacza n-tą liczbę Catalana.